# Charles Lacquehay
Charles Lacquehay (Parigi, 4 novembre 1897 – Parigi, 3 ottobre 1975) è stato un ciclista su strada, pistard e ciclocrossista francese soprannomiato Jim la Glu o Lonque Carabine.
Professionista dal 1919 al 1938 fu due volte Campione del mondo di ciclismo su pista nella specialità del mezzofondo.

## Carriera
Particolarmente adatto alle gare dietro moto, sia su strada, sia su pista; nella prima specialità vinse il Critérium des As 1928, competizione nella quale riuscì a salire sul podio anche nel 1926 e nel 1928, mentre nella seconda conquistò due edizioni dei Campionati mondiali nel mezzofondo.
Dal 1930 al 1938 salì ininterrottamente sul podio dei Campionati francesi di mezzofondo vincendoli tuttavia solamente nel 1933, anno in cui si aggiudicò anche la Coppa di Francia della specialità.
Assieme a Georges Wambst formò un sodalizio particolarmente fortunato, capace di raggiungere ottimi risultati nelle Sei Giorni, aggiudicandosi la prestigiosa Sei giorni di Berlino nel 1926.
Fra i suoi risultati su strada nel 1922 fu quarto alla Parigi-Tours e quinto alla Parigi-Roubaix e nel 1924 terzo nella prima edizione della Vuelta al País Vasco dietro i fratelli Francis e Henri Péllisier; su pista, nel 1921, fu vicecampione francese di ciclocross dietro Eugene Christophe.

## Palmares

### Strada

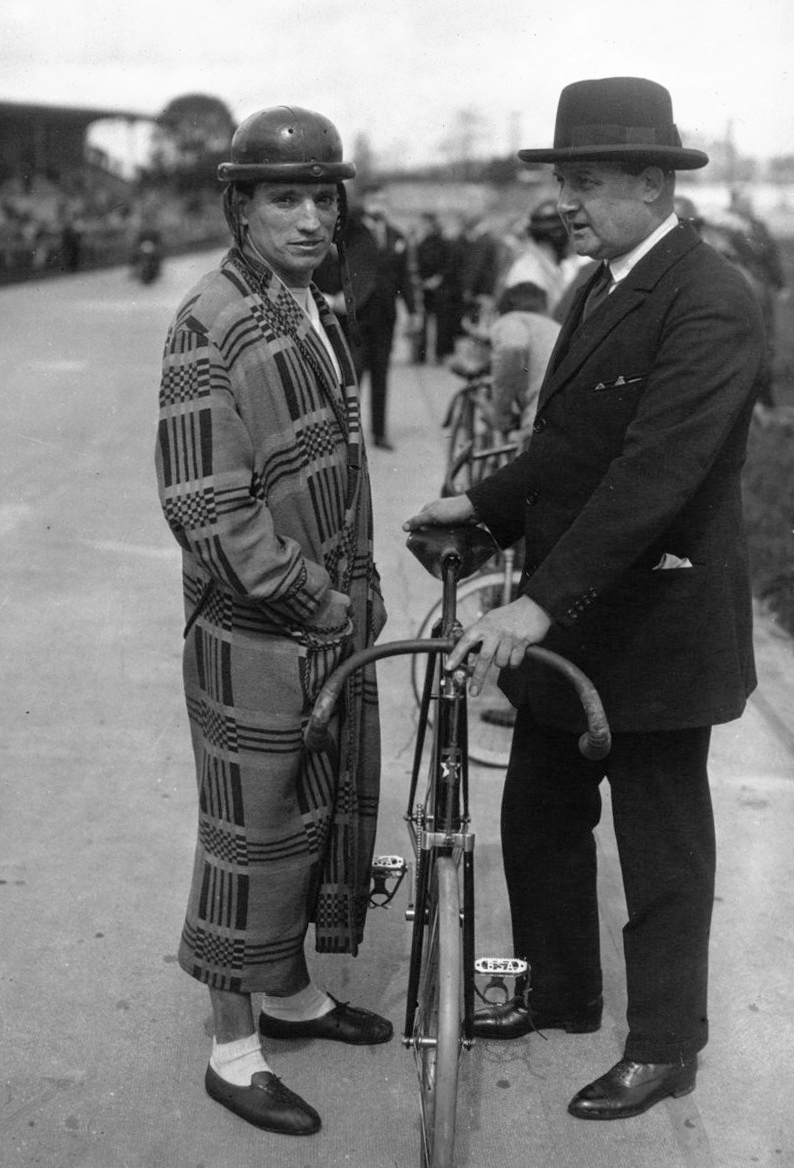
Charles Lacquehay nel 1931

- 1922 (Individuale, una vittoria)

Parigi-Chauny
- 1923 (J.B.Louvet, tre vittorie)

Nice-Mont Agel (corsa in salita)
Polymultipliée
Circuit d'Alençon
- 1925 (Individuale, una vittoria)

Circuit de Paris
- 1928 (J.B.Louvet, una vittoria)

Critérium des As

### Pista
- 1926

Sei giorni di Berlino (con Georges Wambst)
Sei giorni di Parigi (con Georges Wambst)
- 1927

Sei giorni di Breslavia (con Georges Wambst)
- 1928

Sei giorni di Parigi (con Georges Wambst)
Sei giorni di Nizza (con Georges Wambst)
Prix Dupré-Lapize (Americana, con Georges Wambst)
- 1931

Grand Prix d'Europe di Mezzofondo
- 1932

Grand Prix de l'UVF de demi-fond
- 1933

Campionati del mondo, Mezzofondo
Campionati francesi, Mezzofondo
Roue d'Or de Berlin
Grand Prix de Boulogne de demi-fond
- 1934

Roue d'Or de Paris
- 1935

Campionati del mondo, Mezzofondo
Critérium d'hiver de demi-fond à Paris
Grand Prix d'Europe di Mezzofondo
- 1937

Critérium national de demi-fond
Grand Prix di Buffalo di Mezzofondo

#### Altri successi
- 1933 (Individuale, una vittoria)

Coppa di Francia del Mezzofondo

## Piazzamenti

### Classiche monumento
- Parigi-Roubaix

1922: 5º
1923: 5º
- Giro di Lombardia

1921: 24º

### Competizioni mondiali

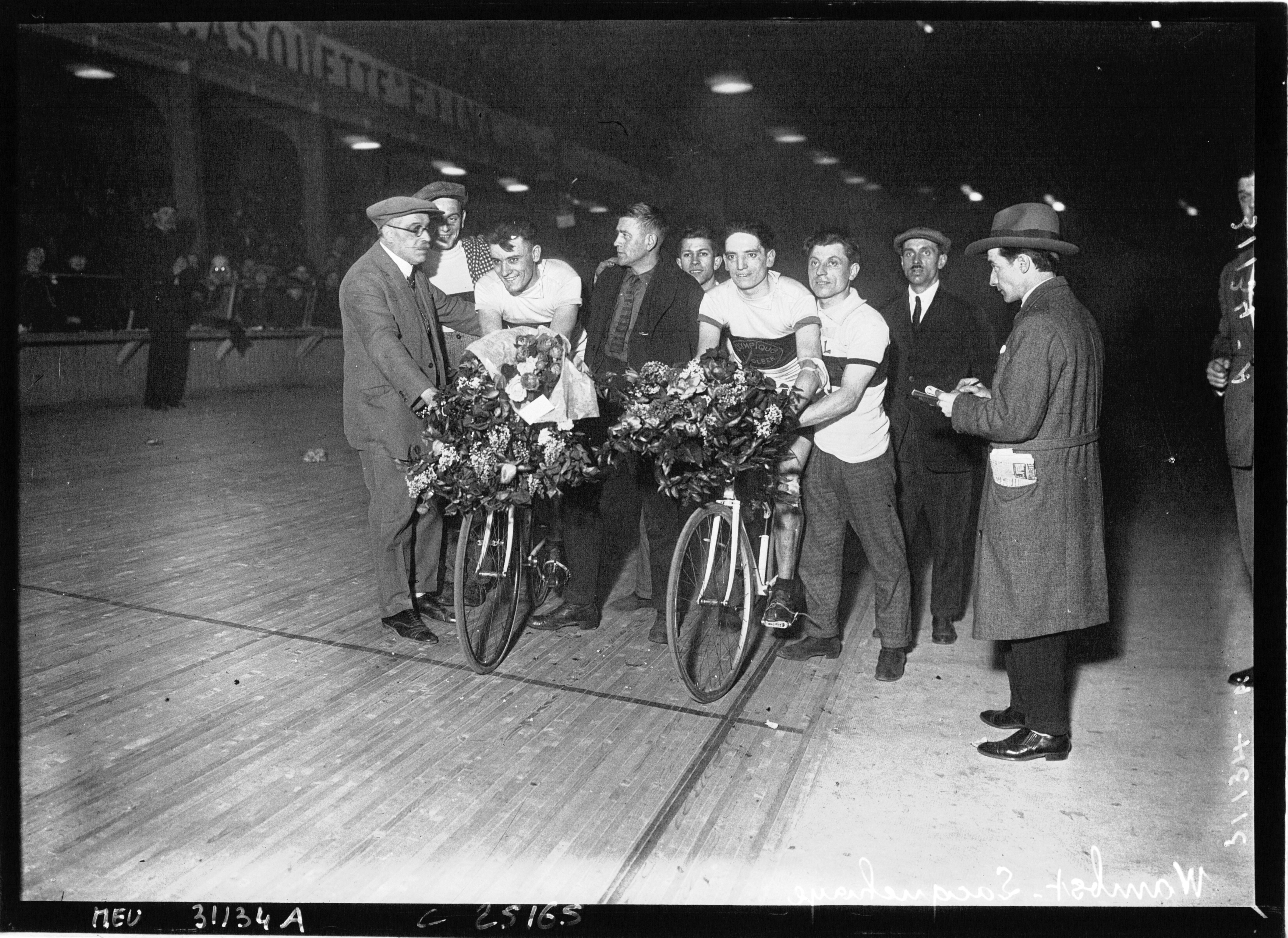
Wambst e Lacquetray, premiati alla Sei Giorni di Parigi nel 1926

- Campionati del mondo su pista

Bruxelles 1931 - Mezzofondo Professionisti: 4º
Roma 1932 - Mezzofondo Professionisti: 5º
Parigi 1933 - Mezzofondo Professionisti: Vincitore
Bruxelles 1935 - Mezzofondo Professionisti: Vincitore
Zurigo 1936 - Mezzofondo Professionisti: 2º